# Liste der Kommunikationsminister Brasiliens
Die Liste der Kommunikationsminister Brasiliens führt alle Kommunikationsminister Brasiliens auf. Die Bezeichnungen des Geschäftsbereichs des 1967 errichteten Ministério das Comunicações schwanken. Das Ministerium wurde durch Dekret Nr. 726 vom 12. Mai 2016 durch den Interimspräsidenten Michel Temer aufgelöst und die Struktur in das Ministério da Ciência, Tecnologia, Inovações e Comunicações (MCTIC) integriert.

## 5. Republik (1964–1985)
| Nr. | Name                        | Amt                        | Amtsbeginn   | Amtsende     | Präsident               |
| --- | --------------------------- | -------------------------- | ------------ | ------------ | ----------------------- |
| 1   | Carlos Furtado de Simas     | Minister für Kommunikation | März 1967    | August 1969  | Costa e Silva           |
| 1   | Carlos Furtado de Simas     | Minister für Kommunikation | August 1969  | Oktober 1969 | Provisorische Regierung |
| 2   | Hygino Caetano Corsetti     | Minister für Kommunikation | Oktober 1969 | März 1974    | Emílio Médici           |
| 3   | Euclides Quandt de Oliveira | Minister für Kommunikation | März 1974    | März 1979    | Ernesto Geisel          |
| 4   | Haroldo Corrêa de Mattos    | Minister für Kommunikation | März 1979    | März 1985    | João Figueiredo         |

## 6. Republik
| Nr. | Name                                  | Amt                                    | Amtsbeginn    | Amtsende      | Präsident                 |
| --- | ------------------------------------- | -------------------------------------- | ------------- | ------------- | ------------------------- |
| 5   | Antônio Carlos Magalhães              | Minister für Kommunikation             | März 1985     | März 1990     | José Sarney               |
| 6   | Ozires Silva                          | Minister für Infrastruktur             | März 1990     | März 1991     | Fernando Collor           |
| 7   | Eduardo de Freitas Teixeira           | Minister für Infrastruktur             | März 1991     | Mai 1991      | Fernando Collor           |
| 8   | João Eduardo Cerdeira de Santana      | Minister für Infrastruktur             | Mai 1991      | April 1992    | Fernando Collor           |
| 9   | Affonso Camargo Neto                  | Minister für Verkehr und Kommunikation | April 1992    | Oktober 1992  | Fernando Collor           |
| 10  | Hugo Napoleão                         | Minister für Kommunikation             | Oktober 1992  | Dezember 1993 | Itamar Franco             |
| 11  | Djalma Bastos de Morais               | Minister für Kommunikation             | Dezember 1993 | Januar 1995   | Itamar Franco             |
| 12  | Sérgio Motta                          | Minister für Kommunikation             | Januar 1995   | April 1998    | Fernando Henrique Cardoso |
| 13  | Luiz Carlos Mendonça de Barros        | Minister für Kommunikation             | April 1998    | November 1998 | Fernando Henrique Cardoso |
| 14  | João Pimenta da Veiga Filho           | Minister für Kommunikation             | Januar 1999   | April 2002    | Fernando Henrique Cardoso |
| 15  | Juarez Martinho Quadros do Nascimento | Minister für Kommunikation             | April 2002    | Dezember 2002 | Fernando Henrique Cardoso |
| 16  | Miro Teixeira                         | Minister für Kommunikation             | Januar 2003   | Januar 2004   | Luiz Inácio Lula da Silva |
| 17  | Eunício Oliveira                      | Minister für Kommunikation             | Januar 2004   | Juli 2005     | Luiz Inácio Lula da Silva |
| 18  | Hélio Costa                           | Minister für Kommunikation             | Juli 2005     | März 2010     | Luiz Inácio Lula da Silva |
| 19  | José Artur Filardi                    | Minister für Kommunikation             | März 2010     | Dezember 2010 | Luiz Inácio Lula da Silva |
| 20  | Paulo Bernardo                        | Minister für Kommunikation             | Januar 2011   | Januar 2015   | Dilma Rousseff            |
| 21  | Ricardo Berzoini                      | Minister für Kommunikation             | Januar 2015   | Oktober 2015  | Dilma Rousseff            |
| 22  | André Figueiredo                      | Minister für Kommunikation             | Oktober 2015  | Mai 2016      | Dilma Rousseff            |